# Roland Lefranc
Roland Lefranc est un artiste peintre et lithographe français né le 4 février 1931 à Carcagny (Calvados), qui vécut à Saint-Vigor-le-Grand (Calvados), et mort le 24 août 2000 à Bayeux.

## Biographie
Roland Lefranc naît à Carcagny (une plaque commémorative est aujourd'hui apposée sur sa maison natale) où son père est cafetier-épicier et sa mère institutrice. Il évoque la naissance de sa passion pour la peinture dans son enfance avec la découverte de reproductions d'aquarelles d'Auguste Rodin dans la revue L'Illustration. Il est élève de l'École normale, de 1947 à 1951 à Caen où il suit simultanément les cours de Louis-Édouard Garrido à l'École des beaux-arts, avant d'effectuer un service militaire de vingt-sept mois en Algérie (École militaire de Cherchell, puis 5e régiment de tirailleurs algériens le menant à Blida, Dellys et Tizi-Ouzou). Revenu en France en 1956, il exerce jusqu'en 1974 la profession d'instituteur tout en s'adonnant à la peinture, encouragé en cela par le peintre André Lemaître, et s'initie à la gravure auprès de Raphaël Manchon. En 1964, il acquiert une ancienne ferme à Saint-Vigor-le-Grand et s'y installe définitivement.
Si la Basse-Normandie maritime est le thème dominant dans la peinture de Roland Lefranc, celle-ci restitue des voyages dans l'île d'Aurigny (1965), dans le Lot (où est à situer la part de son œuvre su le thème des marchés aux bestiaux) et en Espagne - Valence, Vinaròs - (1966), dans les Pyrénées-Orientales (1967), en Suisse et aux Pays-Bas (1977), dans le Pays de Caux et sur les plages de Haute-Normandie (Étretat, Yport, Vaucottes, Pourville et Dieppe en 1981), au Pérou et en Bolivie (1989), en Russie (Moscou et Saint-Pétersbourg en 1990), en Italie (Venise en 1990 et 1993), en Chine où il peint la Grande Muraille (juillet-août 1991, puis, sur invitation de l'ambassade de Chine à Paris, en 1999), en Irlande (juillet 1992), à Madère (1993), en Provence que, par admiration pour un maître de la région, il appelle « Le pays de Seyssaud » (août 1993), en Bretagne (Belle-Île-en-Mer en 1994, les îles de Sein et de Molène en 1996), aux États-Unis (New York où son thème favori est Central Park en novembre 1994), à Londres (mars 1995), aux Îles de Ré, Noirmoutier et Jersey (1995), au Vietnam et au Cambodge (décembre 1995 - janvier 1996), à Paris en 1997, au Maroc (Essaouira en juin 1999), L'Armada de Brest à Rouen en juillet 1999.
Par les écrits de Roland Lefranc dont son épouse Maïté a publié des extraits, la relation de l'artiste à la peinture et à son œuvre nous reste confiée : « Quand les traces de labeur sont effacées, quand les longs moments de doute et d'interrogation sont oubliés, quand on parvient à une approche personnelle, fût-elle imparfaite, de ce que l'œil et l'esprit ont conçu, alors quelle source de grandes et fortes joies et comme l'œuvre à venir, demain, sera belle ! ».

## Œuvres

### Contributions bibliophiliques
- Maïna Jablonska, Et le spectacle continue..., illustrations de Roland Lefranc, L'Amitié par le livre, 1965.

### Médaille
- Médaille Jubilé de la Liberté, Comité du Débarquement (D-Day Commémoration Committee), 50e anniversaire du débarquement de Normandie, 1994.

## Expositions

### Expositions personnelles
- Galerie Cadomus, Caen, 1960, 1961.
- Galerie Valentine Descombes, Paris, 1963.
- Galerie Arkadès, Caen, 1964.
- Syndicat d'initiative de Bayeux, 1963, 1964, 1965.
- Galerie Presse-Océan, Saint-Nazaire, 1963, 1964.
- Galerie Il Punto, Catane (Sicile), 1966.
- Galerie de la Marine, Cherbourg, 1968.
- Rétrospective Roland Lefranc, musée Baron-Gérard, Bayeux, 1970.
- Galerie Gautier, Granville, 1970.
- Galerie Bourlaouen, Nantes, 1971.
- Hôtel de ville de Port-en-Bessin, 1972, 1973.
- Galerie Paul Ambroise, Paris, octobre-novembre 1973.
- Galerie Bad Schinznach, Zurich, 1975, 1983.
- Club des Médecins, Berne, 1975.
- Galerie de la Côte, Nyon, 1975.
- Galerie Yves Blondel, Caen, 1976, 1978, 1982.
- Société générale, Lyon, 1978.
- Galerie Rollin, Rouen, 1979, 1981, 1983, 1987, décembre 1990 - janvier 1991, 1994, décembre 1997.
- Galerie Hélène, Lyon, 1980.
- Galerie Antinéa, Paris, 1980.
- Galerie Maïté Aubert, Le Havre, 1982, 1984.
- Caisse régionale de Crédit agricole, rue Saint-Fuscien, Amiens, 1983.
- Galerie Colette Dubois, Paris, 1984[4], juin 1986[9], juin-juillet 1988[10], 1990, 1992 (Regard sur la Chine), 1994 (Normandie), 1996 (De Paris à New York), 1998 (Paris), 2000 (Entre Chine et Normandie).
- Galerie Maihof, Schwytz (Suisse), 1984.
- Galerie La Lieutenance, Honfleur, 1990.
- Galerie d'art de l'Estuaire, Le Havre, 1992, 1996, 1999.
- La Galerie, Londres, 1993, 1994 (Le China Club - Hong-Kong), 1995, 1997.
- Galerie L'Ermitage, Le Touquet, 1994, octobre 1997.
- Galerie Voyage de l'œil, Annecy, 1995.
- Galerie du Beaupré, Reviers, 1995.
- Galerie L'Œil Soleil, Cliousclat, 1996.
- Galerie de Normandie, Saint-Vaast-La-Hougue, 1996, 1997.
- Jersey Museum & Art Gallery, Saint-Hélier, Jersey, 1996.
- Roland Lefranc - Courses et élégance, Hippodrome d'Aix-les-Bains, 1997.
- Roland Lefranc - Images d'ici et d'ailleurs, Abbaye aux Dames, Caen, juillet 1998.
- Musée de la Poste, Paris, avril 2001.
- Hôtel de ville de Bayeux, juin 2001.
- Roland Lefranc - La Manche, terre des marins, Halle au blé, Granville, octobre 2001.
- Hommage à Roland Lefranc, médiathèque de Condé-sur-Noireau, décembre 2002 - mars 2003[11].
- Rétrospective Roland Lefranc, hôtel de Bourgtheroulde, Rouen, 2007[12].
- Hommage à Roland Lefranc, musée Baron-Gérard, Bayeux, novembre 2007 - janvier 2008[13].
- Roland Lefranc - Œuvres, 1985-2000, galerie Rollin, Rouen, décembre 2009 - janvier 2010[14].
- Roland Lefranc : par monts et par vaux, Orangerie du Sénat, palais du Luxembourg, Paris, juillet 2015[15].

### Expositions collectives
- Salon des indépendants, Paris, à Partir de 1960.
- Salon des Léopards, Trouville-sur-Mer, août 1961, août 1962.
- Salon international de l'art libre, palais des beaux-arts de la ville de Paris, 1962, 1964, 1968.
- Galerie Montparnasse 27, Paris, 1962.
- Petits formats, galerie Cadomus, Caen, 1962.
- Galerie Val des Portes, Alderney, 1964.
- Guillaume le Conquérant, université de Caen, 1966.
- Galerie Girard, Caen, 1967.
- Salon d'automne, Paris, 1968, 1993, 1994, 1995, 1996.
- Salon des artistes français, Paris, à partir de 1970.
- Salon du dessin et de la peinture à l'eau, Paris, à partir de 1970.
- Salon de Baugé, 1971.
- Biennale d'Asnières-sur-Seine, 1972.
- Biennale de Trouville, 1972.
- Galerie Van Roos, Paris, 1972.
- Art et spiritualité, Amboise, 1974.
- Salon de Torigni-sur-Vire, 1974.
- Galerie N. Gorevic, Londres, 1975.
- Maîtres figuratifs contemporains, Lille, 1975.
- Cent peintres figuratifs français, musée des beaux-arts Pouchkine, Moscou, 1975.
- Peintres témoins de leur temps, Caen en 1975, Abidjan en 1976.
- Salon des peintres témoins de leur temps, Paris, 1975, 1976, 1977, 1979, 1980, 1982.
- Salon Comparaisons, Paris, 1977, 1984, 2002.
- Hommage à Armand Lanoux, Fondation Jef-Friboulet, Fécamp, 1978.
- Salon de Brecey Roland Lefranc, invité d'honneur, 1979.
- Valeur d'aujourd'hui, patrimoine de demain, musée Baron-Gérard, Bayeux, 1980.
- Panorama de la peinture contemporaine - Paul Aïzpiri, Jean-Pierre Alaux, Paul Ambille, Yves Brayer, Jean Bréant, Bernard Buffet, Rodolphe Caillaux, Jean Carzou, Michel Ciry, Marcel Cramoysan, Jef Friboulet, Pierre Gautiez, Camille Hilaire, Franck Innocent, Monique Journod, Michel King, Roland Lefranc, Édouard Georges Mac-Avoy, Georges Mirianon, Jean Navarre, Marcel Peltier, Christian Sauvé, Robert Savary, Gaston Sébire, Arthur Van Hecke…, hôtel de ville de Sotteville-les-Rouen, mars 1980[16].
- Cinq peintres normands : Pierre Courtois, Jef Friboulet, Roland Lefranc, Claude Quiesse, Pierre Tainon, Hoogsteder Beeldende Kunst, Eindhoven, 1980.
- Salon des artistes honfleurais, Honfleur, 1981.
- Salon de Barbizon, 1981.
- Salon de Bacqueville-en-Caux, 1982, 1983, 1984.
- Les peintres témoins de leur temps au Japon, galerie Fumi, Tokyo, 1982.
- Richesses de l'Eure, château du Champ-de-Bataille, 1983.
- Quatre-vingt peintres français en Chine, Pékin et Canton, 1983.
- Salon Art et industrie, Générale Sucrière, Nassandres, 1983.
- Peinture contemporaine : Bernard Conte, Roland Lefranc, Corenc (Isère) et Mirepeisset (Aude), 1983.
- Seizième Salon de Criel, Roland Lefranc invité d'honneur, manoir de Briançon, Criel-sur-Mer, juillet-août 1984.
- Hommage à Dom Pérignon - Paul Ambille, Bernard Conte, Michel Jouenne, Monique Journod, Michel King, Roland Lefranc, Michel Maly, Le Relais des gourmets, Caen, 1992.
- Bernard Buffet, André Cottavoz, Jean Fusaro, Roland Lefranc, Michel Maly, galerie L'Œil Soleil, Cliousclat, 1993.
- Salon d'Angers, 1993, 1994, 1995, 1998.
- Salon de la Marine, Paris en 1994, 1996, juin 1998, et mai 2000, Brive-la-Gaillarde en mars 2001, Paris en mai 2001.
- Salon de Maromme, Roland Lefranc invité d'honneur, 1994.
- Les Peintres de la Marine, galerie Colette Dubois, mai-juin 1997, juin 1999, mai 2003, mai 2005, 2008.
- Galerie Colette Dubois, janvier 1998.
- Galerie La Pléiade, Grenoble, novembre 1988 - janvier 1999.
- Salon des artistes normands, Conseil général de la Seine-Maritime, Rouen, avril 1999 (Roland Lefranc invité d'honneur), mai 2001.
- Salon des beaux-arts du Raincy-Villemomble, Roland Lefranc invité d'honneur, avril 1999.
- Salon de Ville d'Avray, Roland Lefranc invité d'honneur, mai 1999.
- Salon de printemps, mairie de Demouville, mars 2000 (Roland Lefranc invité d'honneur), février 2001.
- Armada de Brest, juillet 2000.
- Salon de peinture de Boissezon, Roland Lefranc invité d'honneur, juillet 2000.
- Salon Privilège 2000, centre culturel de Clamart, octobre 2000.
- Salon de peinture de Thorigné-Fouillard, Roland Lefranc (†) invité d'honneur, décembre 2000.
- Les peintres officiels de la Marine font escale à l'Assemblée nationale, palais Bourbon, Paris, septembre-octobre 2001[17].
- Salon du Crédit agricole, Paris, mars-avril 2004.
- Salon de Port-en-Bessin, Roland Lefranc (†) invité d'honneur, mairie de Port-en-Bessin, 2005
- Les invités d'honneur depuis 1968 : Michel Ciry, Jef Friboulet, Pierre Gautiez, Franck Innocent, Monique Journod, Michel King, Pierre Laffillé, Roland Lefranc, Albert Malet, Georges Mirianon, Marcel Peltier, Gaston Sébire…, 40e Salon des Amis des arts et du manoir de Briançon, Criel-sur-Mer, juillet-août 2008[18].
- Port-en-Bessin à travers quarante tableaux des collections de la ville, centre culturel Léopold-Sedar-Senghor, Port-en-Bessin, 2011.
- Salon de peinture et de sculpture, Roland Lefranc (hommage) et Jacques Coquillay invités d'honneur, La Chapelle-Urée, mai-juin 2016[19].

## Réception critique
- « On le croit chaque fois tout près d'atteindre son sommet et c'est chaque fois une surprise, pour l'amateur averti, de constater qu'il peut encore aller plus loin, tant dans le dépouillement que dans la vigueur de sa palette. Travaillant en force sans jamais tomber dans le banal, dans le vulgaire, il sait architecturer chaque toile pour, ensuite, l'agrémenter de couleurs aux harmonies aussi fortes qu'originales, témoignant par là-même d'un impressionnisme très personnel. » - Pierre Imbourg[20]
- « Des paysages et des bords de mer, des scènes champêtres d'une composition adoucie par une polychromie en mineur. » - Gérald Schurr[21]
- « Je sais que Lefranc se fait une joie de se mettre à son chevalet pour laisser, ses pinceaux l'embarquer dans cette navigation de plaisance qu'est la peinture sur des toiles qui deviennent des voiles, des focs, des ris. Il est bon, cependant, qu'un vaisseau ait deux ancres, conseille le proverbe ; qu'il ait aussi de forts haubans ! Les tableaux de notre peintre n'en manquent pas. » - Yann Le Pichon[7]
- « Ses œuvres, à la touche large et fougueuse, aux couleurs tumultueuses, sont rigoureusement construites. Les formes sont esquissées, suggérant la campagne normande, un monde humble de marins et de paysans. » - Dictionnaire Bénézit[22]
- « Peintre figuratif, les thèmes de ses toiles sont au quotidien. Ici, pas d'élucubrations artistiques et intellectuelles. Au premier regard, l'authenticité éclate, la touche est large est spontanée, la matière - l'huile - encore odorante, épaisse ou lisse, rythme les saisons pour les paysages, rythme encore le mouvement de ce pêcheur remontant les filets ou achève d'endormir ce paysan assoupi. Et Roland Lefranc, dépassant l'anecdote, nous fait pressentir « un essentiel » non écrit, imprimé au plus profond de chacun d'entre nous, mémoire collective du beau. » - Maïté Lefranc[6]

## Prix et distinctions
- Deuxième prix du Salon des Léopards de Trouville-sur-Mer en 1961, grand prix du Salon en 1962.
- Diplôme d'honneur du Salon international de l'art libre, Paris, 1962, 1964, 1968 (médaille de bronze).
- Prix Maurice d'Hartoy, Rouen, 1964).
- Prix de la Côte de Granit rose, Lannion, 1965.
- Grand Prix biennal bas-normand, 1966.
- Prix du Neufcentenaire, Caen, 1966.
- Prix du Salon de Baugé, 1971.
- Grand prix de la Biennale d'Asnières, 1972.
- Médaille d'argent du Lions Club de Paris, 1972.
- Grand prix du Salon de Torigni-sur-Vire, 1974.
- Paul Harris Fellow, 1998.
- Peintre officiel de la Marine, 1999.

## Collections publiques
- Mairie d'Arromanches-les-Bains.
- Musée Albert-André, Bagnols-sur-Cèze, L'Estacade au Havre.
- Musée Baron-Gérard, Bayeux, Saint-Cirq-Lapopie.
- Sous-préfecture de Bayeux.
- Mairie de Caen.
- Bibliothèque pédagogique du Bassin Sud, Granville, Les Trois Marins.
- Mairie de Lannion.
- Musée national de la Marine, Paris.
- Bibliothèque nationale de France, Paris.
- Mairie de Port-en-Bessin.
- Chambre de commerce et d'industrie de Seine-Maritime, Rouen, Les Chalutiers.
- Conseil général de la Seine-Maritime, Rouen.
- Fonds régional d'art contemporain de Basse-Normandie, Caen.
- Mairie de Saint-Vigor-le-Grand.
- Musée Yasuda, Tokyo.

## Collections privées
- Générale sucrière, Paris et Nassandres.
- Compagnie maritime Brittany Ferries.
- Georges Borgeaud.